# Harald Matuszewski
Harald Leon Matuszewski (ur. 30 maja 1942) – polski działacz związkowy, samorządowiec, uczestnik obrad plenarnych Okrągłego Stołu.

## Życiorys
Z wykształcenia technik mechanik. Pracował w komunikacji miejskiej. Był etatowym działaczem związanych z PZPR związków zawodowych funkcjonujących w ramach Ogólnopolskiego Porozumienia Związków Zawodowych. Jako przedstawiciel OPZZ po stronie rządowej był w 1989 członkiem tzw. strony rządowo-koalicyjnej w czasie obrad Okrągłego Stołu. W III RP pozostał działaczem związkowym, obejmował funkcje delegata na kongresy delegatów OPZZ, członka rady i prezydium, przewodniczącego rady OPZZ w województwie kujawsko-pomorskim.
Był także radnym Bydgoszczy, w 2002 wybrany z ramienia koalicji SLD i UP (jako przedstawiciel pierwszego z tych ugrupowań). Cztery lata później bez powodzenia ubiegał się o reelekcję z ramienia lokalnego komitetu wyborczego
W 1999 odznaczony Krzyżem Kawalerskim Orderu Odrodzenia Polski.